# ライミントン川
ライミントン川(ライミントンがわ、Lymington River)はイングランド南部にある小さな川で、ハンプシャーのニューフォレスト地域を通って、ライミントンのソレント海峡に流れ込んでいる。
川の総延長は30キロメートルあるが、ブロッケンハーストにあるニューフォレストの王室御料地より上流は、ハイランド・ウォーターとして知られている。イギリス地形測量局のグリッド参照システムによると、ハイランド・ウォーターにあたる流域は、SU244115の水源からSU304031の地点までである。